# Brachinite

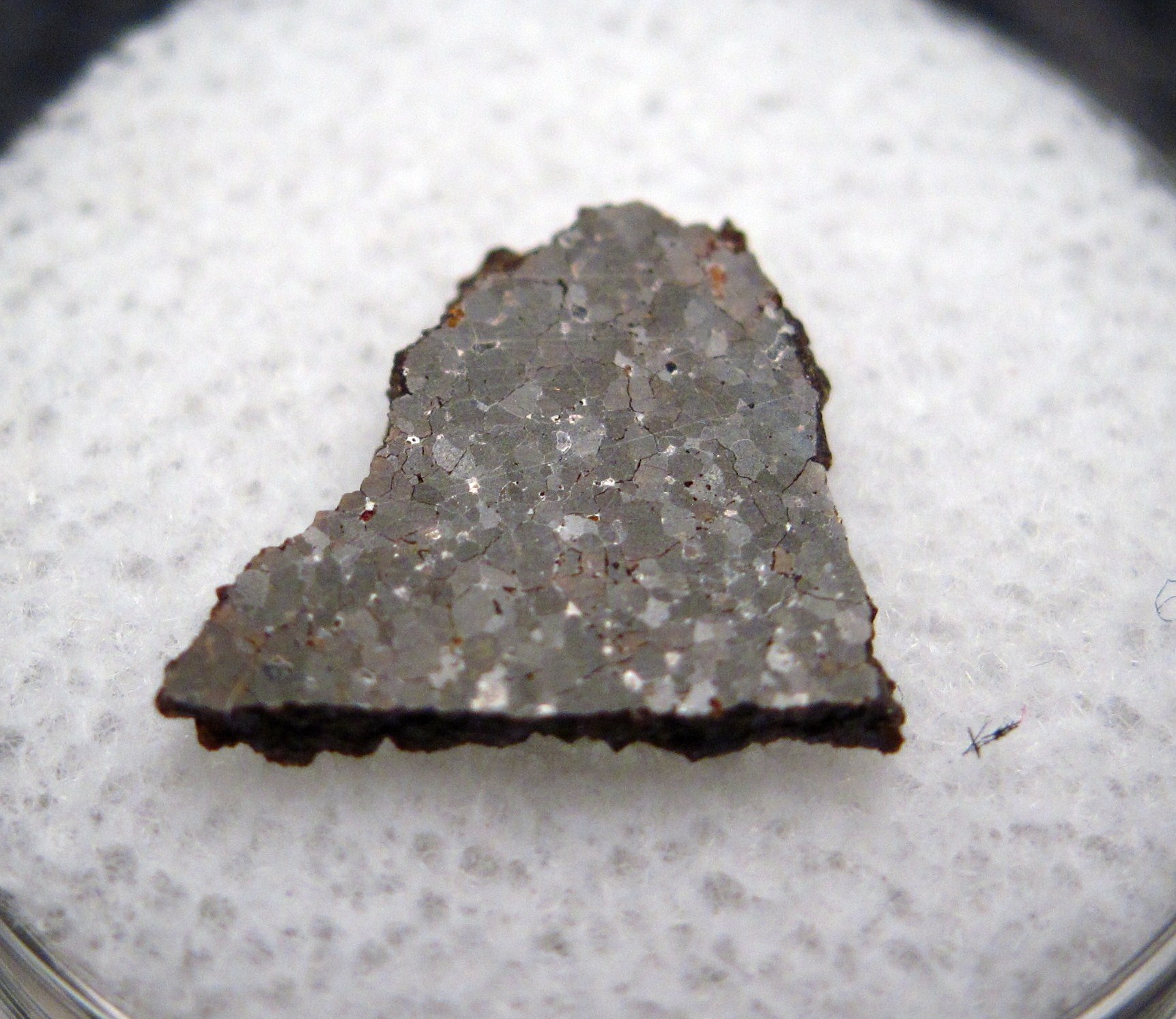
Tranche polie de la météorite Northwest Africa 3151 (NWA 3151).

Les brachinites sont un groupe de météorites qui sont classées soit comme achondrites primitives, soit comme achondrites astéroïdales. Comme toutes les achondrites primitives, elles ont des similitudes avec les chondrites et les achondrites. Les brachinites contiennent 74 à 98% d'olivine en volume.

## Nom et historique
Les brachinites sont nommées d'après la météorite Brachina, l'échantillon type du groupe qui lui-même est nommé d'après la localité de Brachina en Australie-Méridionale.

## Description
Les brachinites sont presque entièrement constituées d'olivine (74 à 98 % en volume). Les autres minéraux rencontrés sont le plagioclase (6,7 à 12,9 %), le sulfure de fer (1,8 à 4,0 %), le clinopyroxène (1,5 à 8,2 %) et l'orthopyroxène (0 à 2,4 %). Les minéraux présents en trace sont des phosphates et du fer météoritique. La seule différence avec les chondrites est la valeur très élevée du rapport olivine/orthopyroxène.

## Échantillons
Actuellement (2012), 30 météorites sont classées comme brachinites. L'exemple le plus notable est l'échantillon type, la météorite Brachina.

## Origine
Des recherches ont conclu que le corps parent des brachinites pourrait être l'astéroïde (289) Nenetta. 